# Wiktor Berest
Wiktor Ołeksandrowycz Berest, ukr. Віктор Олександрович Берест, ros. Виктор Александрович Берест, Wiktor Aleksandrowicz Bieriest (ur. 17 kwietnia 1942, Ukraińska SRR) – ukraiński piłkarz, grający na pozycji obrońcy, trener piłkarski.

## Kariera piłkarska
W latach 1965–1969 występował w klubie Dnipro Krzemieńczuk.

## Kariera trenerska
Po zakończeniu kariery piłkarza rozpoczął pracę szkoleniowca. W 1986 został mianowany na stanowisko głównego trenera klubu z Krzemieńczuku, który już nazywał się Kremiń Krzemieńczuk. Następnie do czerwca 1989 pomagał trenować Kremiń.

## Sukcesy i odznaczenia

### Sukcesy piłkarskie
Dnipro Krzemieńczuk
- brązowy medalista Mistrzostw Ukraińskiej SRR: 1967